# HMS Ceres (D59)
«Сіерез» (D59) (англ. HMS Ceres (D59) — військовий корабель, легкий крейсер типу «C», головний у підкласі «Сіерез» Королівського військово-морського флоту Великої Британії за часів Другої світової війни.

## Історія створення
Крейсер «Сіерез» був закладений 11 липня 1916 року на верфі компанії John Brown & Company у Клайдбанку. 24 березня 1917 року спущений на воду, а 1 червня 1917 року увійшов до складу Королівських ВМС Великої Британії.

## Історія служби
Крейсер «Сіерез брав участь у бойових діях на морі в Другій світовій війні, бився у Північній Атлантиці, на Середземному морі, в Індійському океані, супроводжував конвої. За проявлену мужність та стійкість у боях бойовий корабель відзначений нагородою.
Після введення до строю крейсер увійшов до 6-ї ескадри легких крейсерів Великого флоту. 1919 переведений до 3-ї крейсерської ескадри, що діяла на Середземному морі. Протягом 1920 року залучався до військових операцій британського флоту на Чорному морі проти Радянської Росії. Протягом 1920-1930-х років проходив службу у складі сил Середземноморського флоту. 1931 році був виведений у резерв, але 1939 році у зв'язку із загостренням політичної ситуації в Європі, повернувся до лав Королівського флоту.
У перші місяці Другої світової війни перебував у складі сил Резервного флоту, діяв у Північному патрулі в Данській протоці між Ісландією та Гренландією. Взимку 1940 року після ремонту переведений на Середземне море, з базуванням на Мальті. У квітні-травні 1940 року «Сіерез» прибув на посилення Східного флоту в Сінгапурі. Потім переведений до Індійського океану, базувався в Коломбо, Бомбеї, супроводжував конвої з Перської затоки до британських колоніальних володінь в Адені. Наступні декілька місяців продовжував діяти поблизу східного узбережжя Африки та Близького Сходу. У серпні 1940 року крейсер залучався до евакуації британських солдатів з Бербери в ході італійського вторгнення до Британського Сомалі.
У лютому 1941 року разом з крейсерами «Гокінс» та «Кейптаун» і есмінцем «Кандагар» блокували Кісмайо в Італійському Сомалі під час ведення наступальних дій британських та союзних військ. В подальшому продовжував діяти в акваторії Індійського океану, в жовтні 1943 року повернувся в Девонпорт, пройшовши 235 000 миль у походах.